# فرانك غويدا
فرانك غويدا (بالإنجليزية: Frank Guida)‏ هو منتج أسطوانات وملحن وكاتب أغاني أمريكي، ولد في 26 مايو 1922 في باليرمو في إيطاليا، وتوفي في 19 مايو 2007 في نورفولك في الولايات المتحدة.

## وصلات خارجية
- فرانك غويدا على موقع IMDb (الإنجليزية)
- فرانك غويدا على موقع ميوزك برينز (الإنجليزية)
- فرانك غويدا على موقع ديسكوغز (الإنجليزية)